# とよたろう
とよたろうは、日本の漫画家。
主に鳥山明の『ドラゴンボール』関連の作品を描いている。宇都宮大学教育学部中学校教員養成課程美術科卒。
2012年、『Vジャンプ』にて『ドラゴンボールヒーローズ Victory Mission』で連載デビュー。2015年から映画『ドラゴンボールZ 復活の「F」』の読み切り掲載を経て、『Vジャンプ』2015年8月号から『ドラゴンボール超』を連載中。

## 来歴
小学生時代に見たアニメ『ドラゴンボール』が好きで「こんなワクワクする絵が描いてみたい」と思うようになる。学生時代はその作品に登場するキャラクターを模写していた。
漫画家になる前はテレビディレクターの仕事をしており、本人も『ドラゴンボール』関連の連載が実現しなかった場合はディレクターの仕事を続けていたと述べている。
ある日、鳥山明の作品『ちょっとだけかえってきた Dr.SLUMP』の作画が中鶴勝祥だと知る。「鳥山明先生じゃない人が描いている。もしかしたら俺も、将来一緒に仕事ができるかも」と思い、『ドラゴンボールヒーローズ』の自作漫画を集英社に持ち込んだのが漫画家デビューのきっかけとなり、その半年後に『ドラゴンボールヒーローズ』の漫画でデビューした。

## 人物

### 漫画制作について
漫画版『ドラゴンボール超』に関しては、鳥山明のプロットを基に、とよたろうが話を膨らませて描いている。その際、毎回ネームを鳥山明がチェックしているとのこと。コミックスの巻末では、とよたろうの描いたネームと、鳥山明により手直しされたネームが一部掲載されている。
原稿を制作する時は、ネームと下描きをシャーペンで描いて、それをスキャンして青で印刷し、そこにインクでペン入れをした原稿を再度パソコンに取り込んで、デジタルで仕上げている。

### 必需品
作業をするうえでスマホとテレビは必需品と語っており、スマホで音楽やラジオ、YouTubeを流し、テレビでは地上波の番組や、録画した番組や、Netflix、Amazon Prime Videoなどを流しながら作業をしているとのこと。

### 鳥山明からの評
2016年4月4日に『ドラゴンボール超』第1巻の発売を記念して鳥山は「スゴい人がDBを継いでくれました！」とコメントを寄せた。
鳥山明との対談で、｢とよたろうさんのネームは安心して見られる。このままでも大満足だが、いろんなアングルから見る構図を多用できれば、より完璧になる」と鳥山がアドバイスしている。
2017年の鳥山との対談では、｢以前は僕の『ドラゴンボール』を追いかけている印象だったが、最近は作画に自分のカラーが出てきて、確実に良くなっている」と鳥山が評価している。

## 作品リスト

### 漫画作品
| 作品名                                   | 形式 | 掲載誌                                                                             | 備考   |
| ---------------------------------------- | ---- | ---------------------------------------------------------------------------------- | ------ |
| ドラゴンボールヒーローズ Victory Mission | 連載 | 『Vジャンプ』2012年11月号 - 2015年1月号→『Vジャンプ+』2015年2月号）                | 休載中 |
| ドラゴンボールZ 復活の「F」              | 読切 | 『Vジャンプ』2015年4月号 - 2015年6月号                                             | 全3話  |
| ドラゴンボール超                         | 連載 | 『Vジャンプ』2015年8月号 - 連載中                                                  |        |
| ドラゴンボール ゼノバース2 THE MANGA     | 読切 | 『ドラゴンボール ゼノバース2 PS4版 ヒストリアガーディアンズ超ガイド』2016年11月2日 |        |
| ドラゴンボールスーパーダイバーズ         | 読切 | 『Vジャンプ』2024年12月号                                                          |        |

### 漫画単行本
2025年4月時点。
- 『ドラゴンボール超』2015年 - 続刊中、既刊24巻

## デザイン
- 『スーパードラゴンボールヒーローズ ワールドミッション』（シーラス[18]）
- 『ドラゴンボール超』
  - 破壊神（第1宇宙イワン、第2宇宙ヘレス[注 1]、第3宇宙モスコ、第5宇宙アラク、第8宇宙リキール、第10宇宙ラムーシ、第11宇宙ベルモッド[注 1]、第12宇宙ジーン）
  - メルス、モロ[19]
  - グラノラ、ヒータ[20]（エレク、マキ、オイル、ガス）
  - 孫悟空“身勝手の極意”フィギュア（プレミアムバンダイ、2024年3月[21]）
- とよたろうが描いてみた！（イラスト、ドラゴンボールオフィシャルサイトにて毎月掲載[10][22]）

## 出演

### テレビ番組
- 特捜警察ジャンポリス 「とよたろう先生を直撃捜査！」（2017年11月11日、テレビ東京）[23]
- おはスタ 「とよたろう先生が教える 悟空の描き方講座」（2023年12月25日、テレビ東京）[24]
- おはスタ「第2回とよたろう先生が教える 悟空の描き方講座」（2024年1月8日、テレビ東京）[24]
- おはスタ「第3回とよたろう先生が教える 悟空の描き方講座」（2024年1月29日、テレビ東京）[25]

## 関連人物

### 担当編集者
- ビクトリー・ウチダ[26]